# Avenida Tomás Valle
La avenida Tomás Valle es una de las principales avenidas del área metropolitana de Lima y Callao, en el Perú. Se extiende de este a oeste conectando los distritos limeños de Independencia, Los Olivos y San Martín de Porres con el distrito del Callao a lo largo de 32 cuadras. En la intersección con la avenida Túpac Amaru se ubica la estación Tomás Valle del Metropolitano.
Se caracteriza por ser la principal vía que conecta Lima Norte, el distrito del Rímac y el centro histórico de Lima con el Aeropuerto Internacional Jorge Chávez.

## Recorrido
Se inicia en la avenida Túpac Amaru. Continúa desde la estación Tomás Valle, en una línea recta parte de un área disputada entre los distritos de San Martín de Porres e Independencia, hasta el óvalo Tomás Valle. Finaliza en el óvalo de las Américas frente al Aeropuerto Internacional Jorge Chávez.